# Uniwersytet w Salamance
Uniwersytet w Salamance (hiszp. Universidad de Salamanca) − publiczna szkoła wyższa założona przez Króla Alfonsa IX w 1218 roku, będąca najstarszym istniejącym uniwersytetem w Hiszpanii.
Budynek, w którym do dziś znajduje się główna część uniwersytetu, został zbudowany w XV wieku na rozkaz papieża Benedykta XIII. Uniwersytet został zbudowany z kamienia Villamayor z dodaniem różnego typu dekoracji. Fasada główna uniwersytetu w Salamance, stanowi wybitne dokonanie stylu plateresco, stanowiący bogactwo i kunszt ornamentyki i przypomina kamienny kobierzec, pełen symboliki interpretowanej jako pochwała monarchii hiszpańskiej.
W środku Uniwersytetu główną atrakcją jest ogromna biblioteka z ponad 150 000 księgami. Centralne miejsce nad wejściem zajmuje medalion przedstawiający wielkich protektorów uniwersytetu, Królów Katolickich Izabelę i Ferdynanda, z inskrypcją „Królowie uniwersytetowi, uniwersytet królom". W 1529 r. główna fasada została zbudowana między dwoma przyporami również w stylu plateresco. Pięć dekoracyjnych pionowych linii pracy kamiennej pnie się przez trzy poziome zasłony.
Przez ponad 400 lat Uniwersytet Salamanki był jednym z najważniejszych centrów edukacyjnych. Stare sale wykładowe wokół klasztoru, gdzie wielu hiszpańskich bohaterów Złotego Wieku studiowało, są otwarte i udostępnione dla publiczności. Niektóre z tych sal są wciąż używane przez Uniwersytet w trakcie trwania różnorodnych ceremonii.
Budynki wchodzące w skład kompleksu uniwersyteckiego okalają Patio de las Escuelas - naprzeciwko bramy uczelni. Z patio wchodzi się do Escuelas Menores, tzw. dawnej szkoły przygotowującej do właściwych studiów na uniwersytecie, obecnie budynek ten pełni funkcję Muzeum Uniwersyteckiego. Jego największą atrakcją jest obraz Cielo de Salamanca (Niebo Salamanki) wykonany przez Fernando Gallego. Z dziedzińca Escuelas Menores można bezpośrednio wejść do Museo de Salamanca (Muzeum w Salamance), znajdującego się w okazałej XV-wiecznej rezydencji, zajmowanej niegdyś przez osobistego lekarza królowej Izabeli I Kastylijskiej. W muzeum zgromadzona jest kolekcja malarstwa holenderskiego i flamandzkiego.
Całość uniwersytetu w Salamance składa się z czterech kampusów, także z nowoczesnym obiektem sportowo-rekreacyjnym i basenem. Uczelnia jest jedną z najbardziej pożądanych przez cudzoziemców przyjeżdżających na studia do Hiszpanii, co roku przyjeżdża tu około 1200 studentów w ramach wymiany z programu Socrates-Erasmus. Ze względu na duży udział studentów zagranicznych uczelnia organizuje dla nich zwykle na dwa tygodnie przed rozpoczęciem zajęć dwutygodniowy kurs wyrównujący z języka hiszpańskiego.